# 덤벨스
《덤벨스》(영어: Dumbbells)는 2014년 공개된 미국의 코미디 영화이다.

## 줄거리
부상으로 NBA 진출이 좌절되고 애인마저 떠나버린 크리스(브라이언 드로렛)가 헬스클럽에 일자리를 구하고 새로 온 사장 잭(호이트 리처즈)과 헬스클럽을 살리기 위해 고군분투하는 이야기이다.

## 출연진
- 브라이언 드로렛 - 크리스 롱 역
- 호이트 리처즈 - 잭 가이 역
- 자릴 화이트 - 리더 역
- 머시 몬로 - 킴 헤르츠 역
- 테일러 콜 - 레이첼 코렐리 역
- 에이미 파프라스 - 여경찰 역
- 파비오 - 파비오 역
- 닉 니코테라 - 바비 베일키 역
- 제이슨 스콧 젠킨스 - 드레 링컨 역
- 존 헉 - 토드 역
- 르네 퍼시 - 이반 역
- 제니퍼 머피 - 지젤 역
- 잭 도너 - 버즈 노인 역
- 제이 말론 - 무례한 은행가 역
- 마크 호킨스 - 르버프 존스 역
- 자릴 화이트 - 사이비 교주 역
- 제이 모어 - 해롤드 역
- 칼 라이너 - 도널드 커밍스 역
- 톰 아놀드 - 아빠 역
- 앤디 밀로나키스 - 타이니 역
- 다본 맥도날드 - 리틀 역
- 발레리 M. 오티즈 - 미시 역
- 마이클 보워 - 어윈 역
- 낸시 올슨 - 비앙카 커밍스 역
- 케이틀린 파시토 - 밸리 쌍둥이 1 역
- 카라 파시토 - 밸리 쌍둥이 2 역
- 에반 페란테 - 가짜 톰크루즈 역
- 샤냐 맥러플린 - 티파니 역
- 제니퍼 안드레이드 - 스테이시 역
- 나탈리 넬슨 - 나오미 역
- 캐스린 콜린스 - 브리터니 역
- 로라 애슐리 사무엘스 - 캔디 역
- 조반 아만드 - 매니 역
- 도셋 마르케스 - 클레이 역
- 벤 글립 - 웨이터 제프리 역
- 프렌치 데이비스 - 비너스 역
- 칼리 스틸 - TV 리포터 역